# Кубок (одяг)
Кубок — дерев'яна порохівниця (порошниця) напівкруглястої форми. Її напівкругляста частина була красиво оздоблена інкрустацією з перламутру, слонової кістки, мідних пластинок. Часом порохівницю робили з розвилля оленячих рогів, прикрашаючи їх різьбою. Ще раніше такі кубки робили з волового рогу. Такі кубки з волових рогів носили також запорізькі козаки.
До того часу поки австрійський уряд не заборонив носити зброю  гуцули, бойки ходили з пістолями за поясом і до того привішували кубок.